# Ungarische Badmintonmeisterschaft 1967
Die Ungarische Badmintonmeisterschaft 1967 fand Ende 1967 in Budapest statt. Die Meisterschaft wurde in zwei Wettkämpfe unterteilt. An einem Wochenende wurden die beiden Einzeldisziplinen ausgetragen, an einem weiteren die drei Doppeldisziplinen.

## Die Sieger und Platzierten
| Disziplin    | Gold                           | Silber                     | Bronze                        |
| ------------ | ------------------------------ | -------------------------- | ----------------------------- |
| Herreneinzel | János Cserni                   | András Édes                | Pál Rázsó                     |
| Herreneinzel | János Cserni                   | András Édes                | Péter Majersky                |
| Dameneinzel  | Katalin Jászonyi               | Éva Cserni                 | Gertrúd Ladányi               |
| Dameneinzel  | Katalin Jászonyi               | Éva Cserni                 | Katalin Kun                   |
| Herrendoppel | János Cserni Ferenc Jaszonyi   | Pál Rázsó György Rázsó     | András Édes Gusztav Lindner   |
| Damendoppel  | Katalin Jászonyi Erzsébet Wolf | Katalin Kun Várdainé       | Hajnalka Kolossay Lidia Barsi |
| Mixed        | János Cserni Katalin Jászonyi  | András Édes Katalin Teleki | Gusztav Lindner Nagy          |

- Anmerkung: Aufgrund der fünf Monate auseinanderliegenden Berichterstattung im Federball (in Heft 1 Doppel-, in Heft 6 Einzeldisziplinen) könnten die Einzeldisziplinen auch bereits die Meisterschaften für 1968 darstellen.